# Hammer (Stradivarius)
Pour les articles homonymes, voir Hammer.
Le Hammer est un violon créé par Antonio Stradivari en 1707.
Le dos mesure 35,5 cm, et une inscription indique « Antonius Stradivarius Cremonensis/Faciebat Anno 1707 ».
Il doit son nom au collectionneur suédois du XIXe siècle Christian Hammer. Il a été la propriété successivement de Christian Hammer, Bernard Sinsheimer, Raymond Pitcairn, Albert Wallace et Laddie Junkunc avant sa vente en 2006. Il a été prêté à la violoniste japonaise Kyoko Takezawa.
Il a été vendu en mai 2006 au prix record de 3,54 millions de $ lors d'une vente aux enchères chez Christies à New York,. L'acheteur est resté anonyme.